# Acer wilsonii
Acer wilsonii — вид квіткових рослин із роду клен (Acer).

## Морфологічна характеристика
Це однодомне дерево 10–15 м заввишки. Кора темно-коричнева, гладка. Гілочки тонкі, голі. Листки опадні; листкова ніжка 2–3 см; листкова пластинка яйцеподібна, 7–12 × 9–12 см, зазвичай 3-лопатева, іноді з 2 або більше додатковими прикореневими частками, частки яйцювато-довгасті, трикутно-яйцеподібні чи ланцетні, край цільний, за винятком іноді з кількома дрібними притиснутими зубцями на вершині, верхівка хвостато-загострена. Суцвіття волотисте, 5–6 см, голе. Чашолистків 5, голі. Пелюсток 5, білі. Тичинок 8. Супліддя поникле. Горішки яйцеподібні; крило з горішком 2.5–3 см; крила розправлені горизонтально. Період цвітіння: квітень: період плодоношення: вересень. 2n = 26.

## Середовище проживання
Вид населяє ліси у південно-центральному й південно-східному Китаї.

## Синоніми
Синоніми:
- Acer angustilobum Hu
- Acer campbellii subsp. wilsonii (Rehder) P.C.de Jong
- Acer lanpingense W.P.Fang & M.Y.Fang
- Acer sichourense (W.P.Fang & M.Y.Fang) W.P.Fang
- Acer taipuense W.P.Fang
- Acer tutcheri subsp. angustilobum A.E.Murray
- Acer wilsonii var. obtusum W.P.Fang & Y.T.Wu